# Helios Klinik Herzberg/Osterode
Die Helios Klinik Herzberg/Osterode ist ein Allgemeinkrankenhaus der Grund- und Regelversorgung in Herzberg am Harz und seit 2014 Teil der im Jahre 1994 gegründeten Helios Kliniken. Die Klinik ist Akademisches Lehrkrankenhaus der Georg-August-Universität Göttingen.

## Allgemeine Informationen
Über 500 Mitarbeiter kümmern sich jährlich um rund 11.000 stationäre und an die 24.000 ambulante Patienten. 2014 lag die Klinik mit 500 Beschäftigten auf Platz 100 der IHK-Rangliste der 100 größten Unternehmen in Südniedersachsen. Es gibt an der Klinik eine Krankenpflegeschule.

## Geschichte
Das Klinikgebäude wurde von 1985 bis 1990 gebaut und die Kliniken Herzberg und Osterode GmbH am 7. Januar 1991 eröffnet. Seit Juli 1998 gehörten sie zur Klinikgruppe Rhön-Klinikum. Nachdem das Krankenhaus in der Stadt Osterode am Harz im Jahr 2002 geschlossen worden war, war die Klinik in Herzberg am Harz das alleinige Krankenhaus im Landkreis Osterode am Harz. 2007 hatten die Kliniken Herzberg und Osterode 260 Krankenhausbetten. Nachdem das Bundeskartellamt die Fusion des Rhön-Klinikums mit den Helios-Kliniken am 20. Februar 2014 genehmigte, sind die Kliniken Herzberg und Osterode seit dem 28. Februar 2014 den Helios-Kliniken zugehörig. Am 18. Juni 2014 wurde der Name in Helios Klinik Herzberg/Osterode geändert. 2015 hatte die Klinik 227 Betten.
Am 30. September 2024 wurde die Abteilung Gynäkologie und die Geburtsstation wegen Personalmangel geschlossen.